# Csípős pereszke
A csípős pereszke (Tricholoma virgatum) a pereszkefélék családjába tartozó, lomberdőkben, fenyvesekben termő, nem ehető gombafaj.

## Megjelenése
A csípős pereszke kalapja 4–9 cm átmérőjű, alakja kúpos, később púposan kiterülő. Felülete ezüstösen fénylő, hamuszürke; sűrűn, sugarasan, benőtt szálakkal díszített. Széle beszakadozhat. Húsa vékony, rostos, fehéres színű, a kalapbőr alatt kissé szürkés, színe sérülésre nem változik. Szagtalan vagy földszagú, íze először keserű, majd égetően csípős.
Sűrűn álló, tönkhöz nőtt vagy kis pereszkefoggal lefutó lemezei kiöblösödőek, gyakran kis sötétszürke pöttyök tarkítják. Színük fehéres vagy világosszürke, az idős gomba esetében a lemezélek feketék.
Spórapora fehér. Spórája elliptikus, sima, mérete 6-7,5 x 5,5-6 μm.
Tönkje 4–10 cm magas és 1-1,8 cm vastag. Alakja hengeres. Színe fehéresszürke, felszíne felül finoman lisztes vagy pontozott, alul sima vagy finoman szálas, halványrózsaszínen foltos.

### Hasonló fajok
Hasonlíthat hozzá az ehető szürke pereszke, fenyő-pereszke vagy a mérgező bükki pereszke, párducpereszke.

## Elterjedése és termőhelye
Európában és Észak-Amerikában honos. Magyarországon ritka.
Savanyú talajú fenyvesekben (főleg luc tövében), ritkábban bükkösökben található meg, különösen moha között. Szeptember-októberben terem.
Mérgező, fogyasztása rosszulléttel, hányással jár.

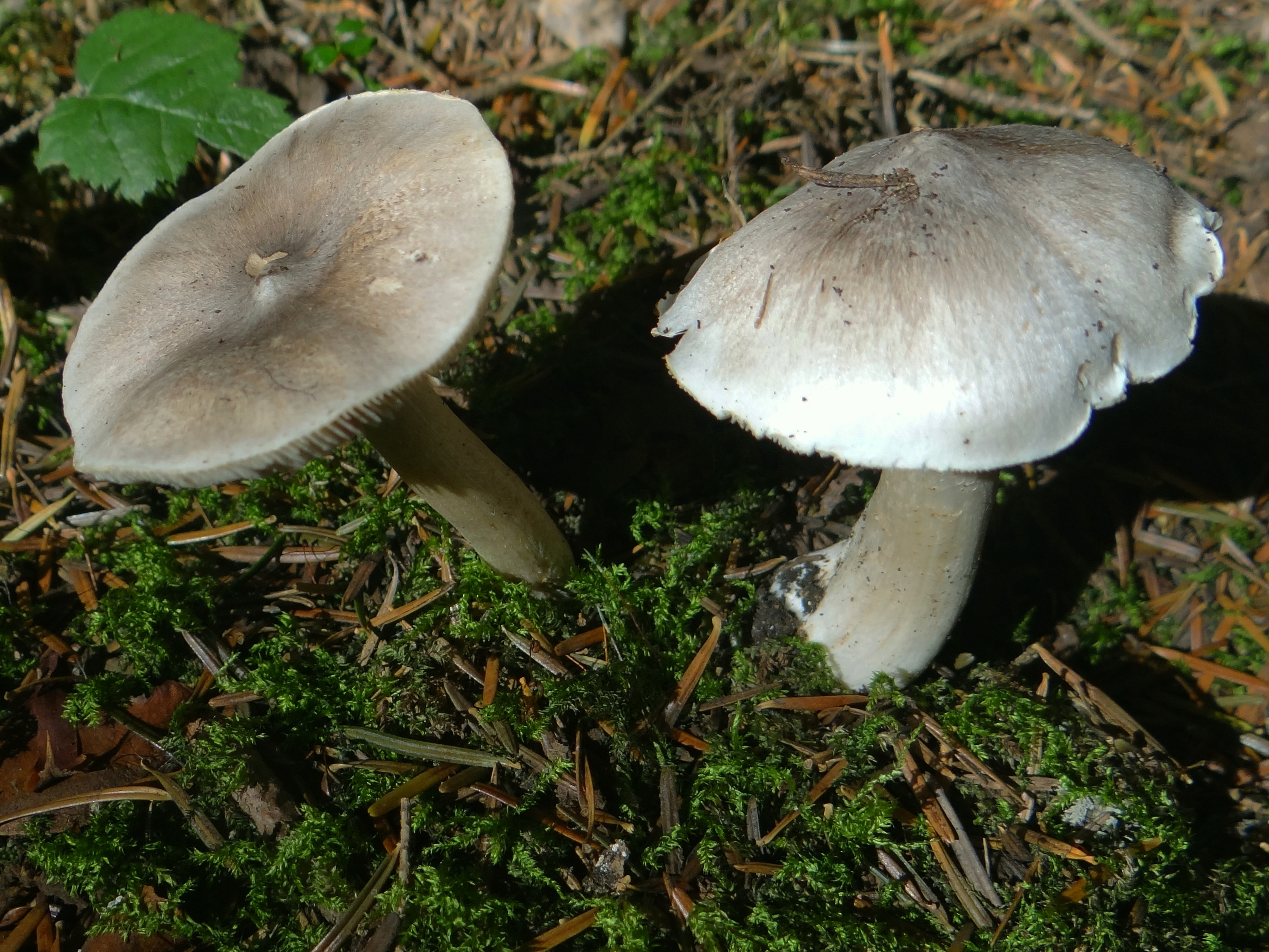
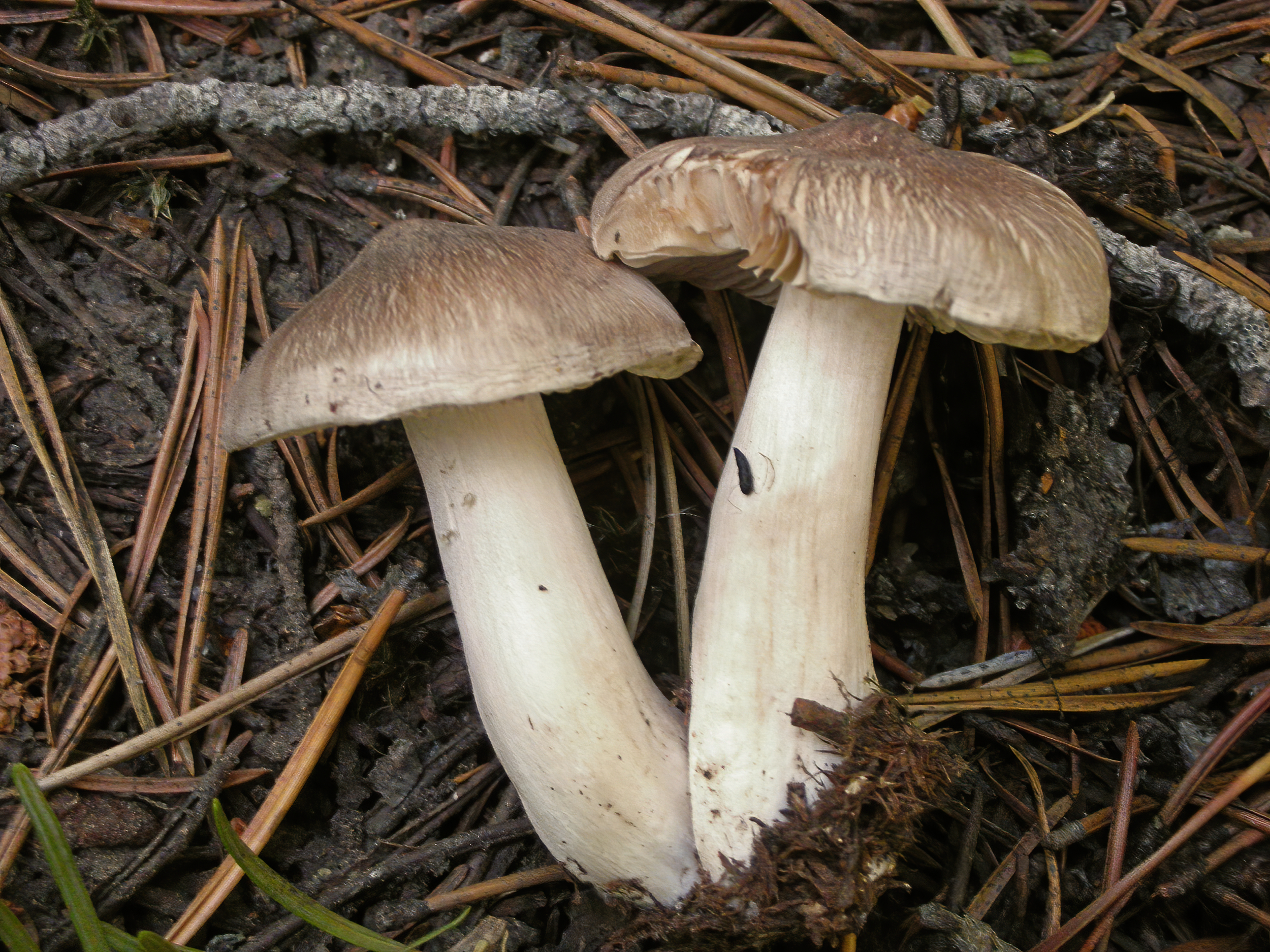
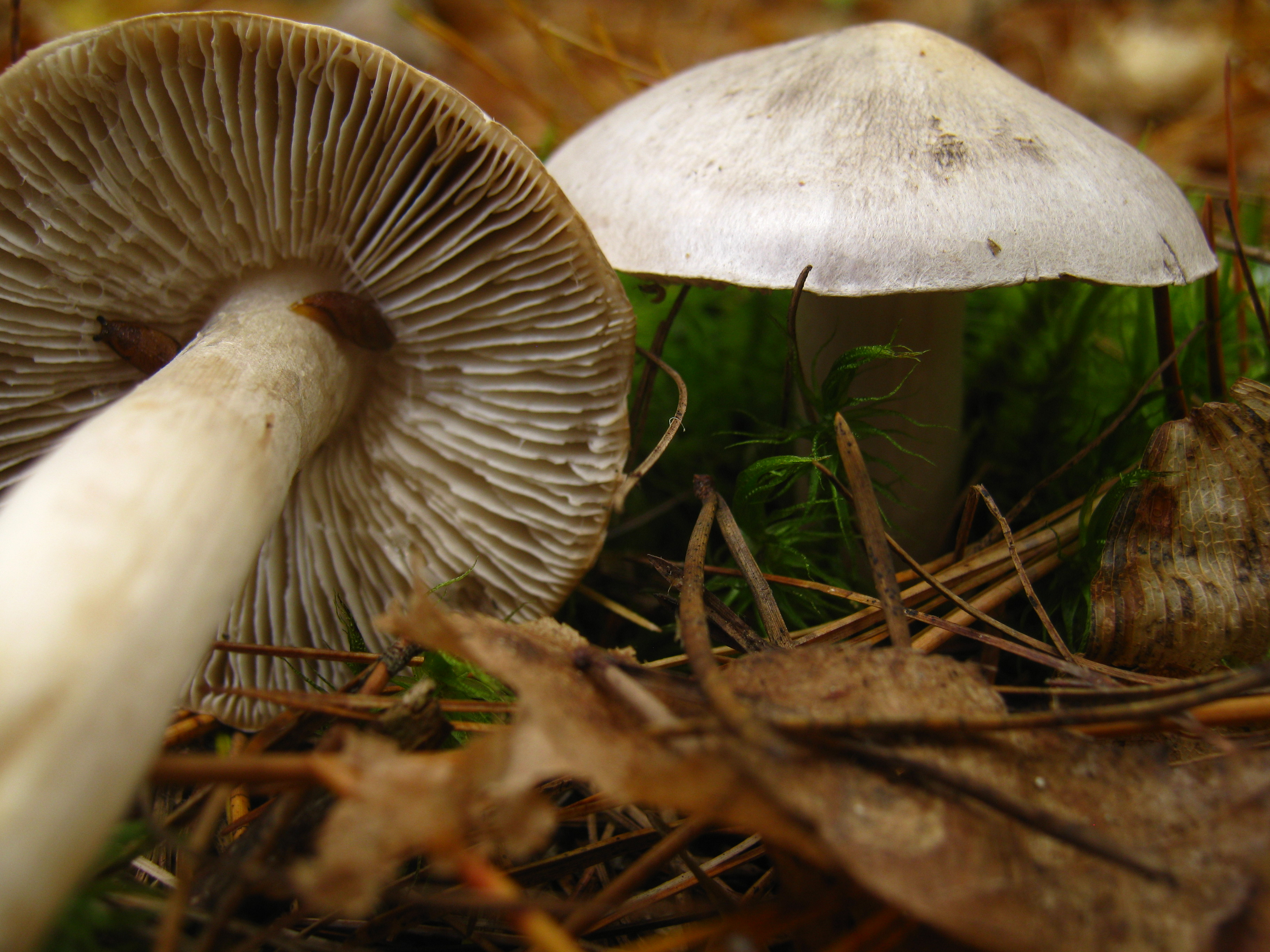
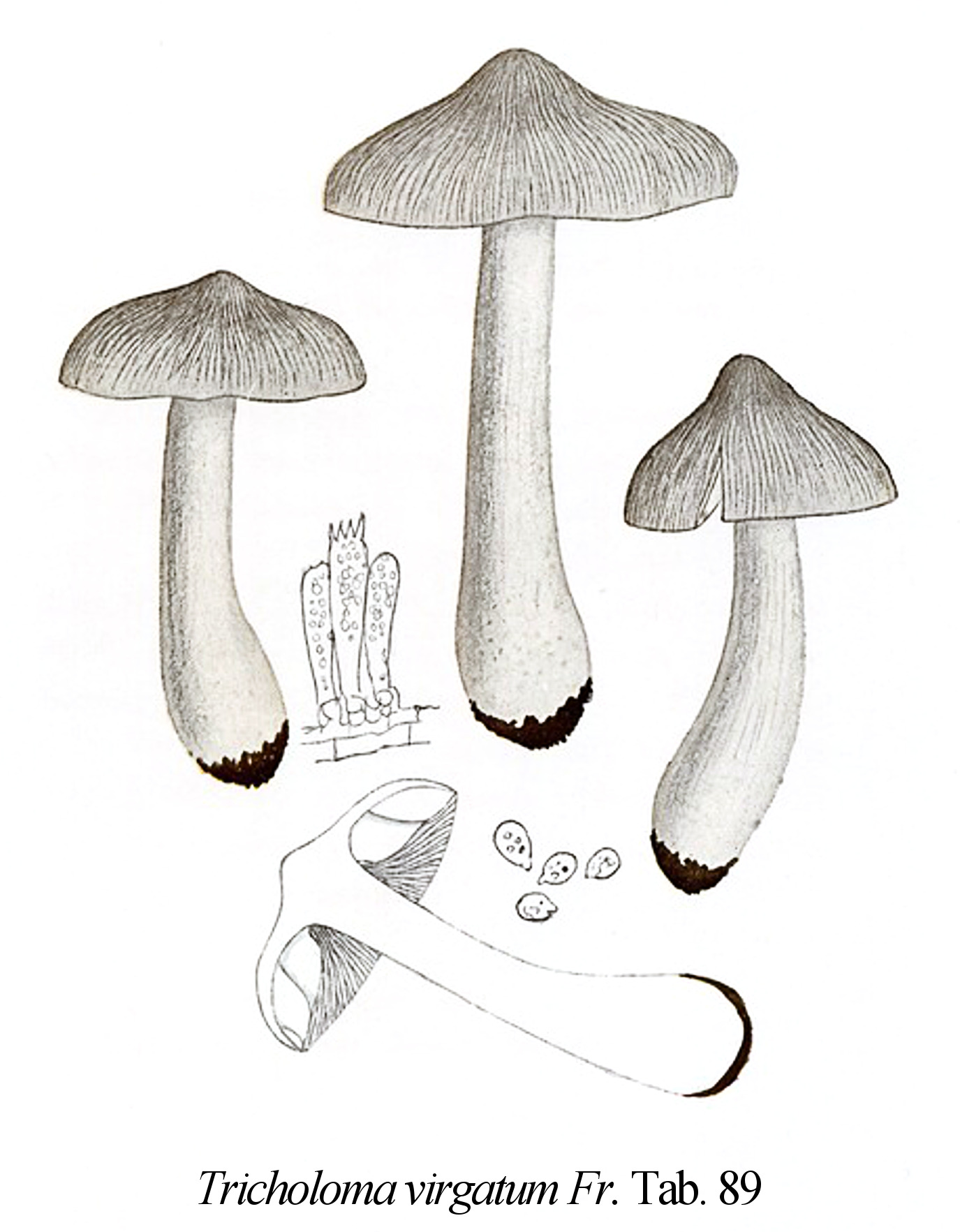